# 科特·克勞森
科特·克勞森（英語：Curt Clawson；1959年9月28日—）是美国的一位政治人物。自2014年至2017年，他是佛罗里达州第19選舉區選出的聯邦眾議員。他的黨籍是共和黨。克勞森從政前是一位商人。